# 曼托
在希腊神话中有数位以名为“曼托”(Μαντώ)的不同人物，其中最突出的是忒瑞西阿斯(Tiresias)的女儿。“曼托”一名派生于古希腊词”曼提斯“-“先知、预言家”。

## 忒瑞西阿斯之女
曼托是先知忒瑞西阿斯的女儿，摩普索斯(Mopsus)的母亲。忒瑞西阿斯是底比斯预言家，根据传说，他在库勒涅山(Cyllene)上行走时，看见两条蛇在交配，他用棍把这两条蛇分开了，结果他被变成了女人，此后，成为了赫拉的女祭司。
后来的神话曾讲到，在厄皮戈尼(Epigoni)战争中，曼托被作为战利品带到得尔福。阿波罗将她派到科洛封寻找献给他的神示所。她嫁给剌喀俄斯(Rhacius)并生下了摩普索斯（虽然部分传说讲其父亲是阿波罗）。根据《书库》记载，她与阿尔克迈翁(Alcmaeon)生下了两个孩子-- 安菲罗科斯(Amphilochus)和提西福涅(Tisiphone)。在罗马神话中，曼托去了意大利并和台伯河河神第伯里努斯(Tiberinus)生下奥克努斯(Ocnus)，后来，奥克努斯创建了曼托瓦(Mantua)并以他母亲的名字命名。
有人说，曼托的预言能力比她父亲大得多。
她是但丁在第八层地狱的第四个深洞中所看到的女巫之一。

## 赫剌克勒斯之女
在后期神话中，曼托也被描述是赫剌克勒斯的一位女儿。据莫鲁斯·塞尔维乌斯·诺拉图斯的著作(在维吉尔的《埃涅阿斯纪》X，199)。

## 波吕伊多斯之女
另一位曼托是是先知波吕伊多斯(Polyidus)的女儿。她与他的妹妹阿斯堤克剌忒娅(Astycrateia)被父亲带到墨伽拉(Megara)，以清洗阿尔卡托俄斯(Alcathous)谋杀儿子卡利坡利斯(Callipolis)的罪孽。后来，姐妹俩的坟墓出现在墨伽拉(保萨尼亚斯，《希腊志》，1 43 5)。

## 墨兰波斯之女
曼托也是另一位著名的预言家墨兰波斯(Melampus)女儿的名字。她的母亲伊菲阿涅亚(Iphianeira)，是墨迦彭忒斯(Megapenthes)的女儿，兄弟姐妹有：安提法忒斯(Antiphates)、比阿斯(Bias)和普罗诺厄(Pronoe)。(西西里的狄奥多罗斯，《历史的图书馆》，4. 68. 5)